# Smit Internationale
Smit Internationale N.V è una storica azienda olandese specializzata nelle attività di rimorchio portuale, gestione di terminal portuali e recupero relitti.

## Storia
L'azienda venne fondata nel 1842 da Fop Smit, nel tempo si è specializzato nel rimorchio ingrandendo progressivamente la flotta di rimorchiatori. Nel 1923 si fuse con il principale concorrente, la L. Smit & Co., la nuova società prese il nome di Smit Internationale. Nel tempo l'attività di recupero relitti divenne una delle principali, nel 1957 Smit rimosse 41 relitti dal Canale di Suez.

## Struttura del gruppo
Smit è composta da quattro rami:
- Smit Harbour Towage, specializzata nel rimorchio portuale
- Smit Terminals, che fornisce l'attività completa dal rimorchio fino alla gestione del terminal del porto
- Smit Salvage (un tempo chiamata Smit-Tak), recupero relitti e prevenzione danni ambientali
- Smit Transport & Heavy Lift, servizi logistici per trasporti pesanti

Altre aziende partecipate da Smit Internationale sono:
- Smitwijs, una joint venture con altre aziende per le attività di rimorchio d'altura
- Smit Lloyd rifornimento di impianti offshore.

## Relitti recuperati
Di seguito alcuni dei recuperi di relitti effettuati da Smit Internationale:
- Herald of Free Enterprise (1987)
- Il sommergibile russo K-141 Kursk (2000)
- Ehime Maru (nella collisione con il sommergibile USA USS Greeneville (SSN-772) (2001)
- La petroliera Prestige (2001)
- Jolly Rubino (2002) davanti alle coste del Sudafrica
- Tricolor (2002)
- Mighty Servant 3 (2006)
- MSC Napoli (2007)
- UND Adriyatik (2008)
- Lisco Gloria (2010)
- Nordlys (2011)
- Costa Concordia (2012) (incarico)